# Helge Meeuw
Helge Meeuw (n. 29 august 1984, Wiesbaden, RFG) este un înotător german, medaliat olimpic. A participat la 3 ediții ale Jocurilor Olimpice (2004, 2008, 2012) în care a câștigat o medalie de argint.